# Alois Procházka
Alois Procházka (Lomnice, 1875. május 18. – Slavkov u Brna, 1940. április 16.) morva tanár, régész.

## Élete
Brünnben Josef Hladík diákjaként tanári képesítést szerzett, majd Blažovicen (1899–1907), Kobeřicen (1919–1924), Černčínben és Slavkovban nyugdíjba vonulásáig igazgatóként tanított. Tanítványaival és barátaival Miroslav Chleboráddal, Emil Kolibabbal, František Kalousekkel és Karel Tihelkával Bučovicko és Slavkov amatőr régészeti kutatásába kezdett. Kutatásaik eredményei ma a brünni Moravské zemské muzeum gyűjteményeinek alapját képezik. 1906-ban Inocenc Ladislav Červinkával létrehozták a Morva Régész Klubot, melynek 30 éven át vezetője volt. Feltárásokat eszközölt Vyškov és Slavkov környékén. 
Főként a latén időszakkal foglalkozott (Holubice, Křenovice, Slavkov, Nížkovice temetői, illetve halmok, például Heršpice mellett). Tanárként sokat tett a régészet népszerűsítéséért is. A kelták morvaországi kutatásáról monográfiát jelentetett meg, melyhez hasonlót azóta sem jelentettek meg.
1930-tól szerkesztette Vlastivědný sborník okresu Vyškovského című folyóiratot.

## Művei
- Nové nálezy praehistorické v okolí brněnském. Časopis moravského zemského musea 3, 1903, 151-157.
- Zprávy o nálezech na Vyškovsku I-II. Pravěk I, 1903, 64-66, 106-110, 122-129; Pravěk II, 1904, 12-16.
- Nové nálezy archeologické. Časopis moravského zemského musea 5, 1905, 197-204.
- Nové archeologické objevy v okolí brněnském. Časopis moravského zemského musea 7, 1907, 14-39.
- Kamenné nástroje se žlábky z nálezů moravských. Pravěk 4, 1908, 120–129.
- Ochrana pravěkých starožitností. Brno, 1908
- Z prehistorie Vyškovska a okolí. Pravěk V, 1909, 186-221.
- Žárové pohřebiště u Podolí. Pravěk 6, 1910, 149–161. (tsz. Červinka, I. L.)
- Předvěká pohřebiště v Šardičkách u Bučovic. Pravěk 1927/4–6, 5–43. (tsz. Chleborád, M. – Kalousek, F.)
- Gallská kultura na Vyškovsku. La Tène středomoravský. Slavkov, 1937